# NGC 3288
NGC 3288 est une galaxie spirale intermédiaire située dans la constellation de la Grande Ourse. NGC 3288 a été découverte par l'astronome germano-britannique William Herschel en 1793.

## Caractéristiques
Sa vitesse par rapport au fond diffus cosmologique est de 8 293 ± 11 km/s, ce qui correspond à une distance de Hubble de 122 ± 8,6 Mpc (∼398 millions d'al).
À ce jour, une mesure non basée sur le décalage vers le rouge (redshift) donne une distance d'environ 213,000 Mpc (∼695 millions d'al). Cette valeur est très loin à l'extérieur des valeurs de la distance de Hubble. Notons que c'est avec la valeur moyenne des mesures indépendantes, lorsqu'elles existent, que la base de données NASA/IPAC calcule le diamètre d'une galaxie. 
Wolfgang Steinicke et le professeur Seligman classent cette galaxie comme une spirale barrée, mais la présence d'une barre n'est pas évidente sur l'image de NGC 3288. La classification de spirale intermédiaire par les bases de données NASA/IPAC et HyperLeda semblent plus appropriée.
La classe de luminosité de NGC 3288 est II-III et elle présente une large raie HI. Selon la base de données Simbad, NGC 3288 est une galaxie LINER, c'est-à-dire une galaxie dont le noyau présente un spectre d'émission caractérisé par de larges raies d'atomes faiblement ionisés.

## Paire de galaxies
Selon E.L. Turner, les galaxies NGC 3286 (=NGC 3284) et NGC 3288 forment une paire de galaxies rapprochées.